# Basketligan 2004/2005
Basketligan 2004/2005 var säsongen då Södertälje Kings vann sitt första SM-guld i basket för herrar sedan säsongen 1991/1992.

## Grundserie
| Plats | Lag                       | Spelade | Vinster | Förluster | Poäng     | +/-  | Poäng |
| ----- | ------------------------- | ------- | ------- | --------- | --------- | ---- | ----- |
| 1     | Södertälje Kings          | 20      | 16      | 4         | 1859-1729 | +130 | 32    |
| 2     | Plannja Basket            | 20      | 16      | 4         | 1720-1549 | +171 | 32    |
| 3     | Sundsvall Dragons         | 20      | 15      | 5         | 1904-1811 | +93  | 30    |
| 4     | Solna Vikings             | 20      | 12      | 8         | 1707-1605 | +102 | 24    |
| 5     | Norrköping Dolphins       | 20      | 9       | 11        | 1864-1856 | +8   | 18    |
| 6     | Akropol BBK               | 20      | 9       | 11        | 1513-1558 | -45  | 18    |
| 7     | 08 Stockholm Human Rights | 20      | 8       | 12        | 1618-1601 | +17  | 16    |
| 8     | Jämtland Basket           | 20      | 7       | 13        | 1618-1750 | -132 | 14    |
| 9     | Sallén Basket             | 20      | 7       | 13        | 1564-1616 | -52  | 14    |
| 10    | Helsingborg Pearls        | 20      | 6       | 14        | 1682-1827 | -145 | 12    |
| 11    | Ockelbo BBK               | 20      | 5       | 15        | 1600-1747 | -147 | 10    |

### A1
| Plats | Lag                 | Spelade | Vinster | Förluster | Poäng     | +/-  | Poäng |
| ----- | ------------------- | ------- | ------- | --------- | --------- | ---- | ----- |
| 1     | Plannja Basket      | 30      | 23      | 7         | 2663-2408 | +255 | 46    |
| 2     | Solna Vikings       | 30      | 20      | 10        | 2597-2453 | +144 | 40    |
| 3     | Sundsvall Dragons   | 30      | 20      | 10        | 2896-2807 | +89  | 40    |
| 4     | Södertälje Kings    | 30      | 19      | 11        | 2740-2679 | +61  | 38    |
| 5     | Norrköping Dolphins | 30      | 14      | 16        | 2905-2878 | +27  | 28    |
| 6     | Akropol BBK         | 30      | 11      | 19        | 2306-2423 | -117 | 22    |

### A2
| Plats | Lag                       | Spelade | Vinster | Förluster | Poäng     | +/-  | Poäng |
| ----- | ------------------------- | ------- | ------- | --------- | --------- | ---- | ----- |
| 1     | Sallén Basket             | 28      | 12      | 16        | 2275-2274 | +1   | 24    |
| 2     | 08 Stockholm Human Rights | 28      | 12      | 16        | 2312-2267 | +45  | 24    |
| 3     | Jämtland Basket           | 28      | 12      | 16        | 2319-2424 | -105 | 24    |
| 4     | Ockelbo BBK               | 28      | 11      | 17        | 2313-2421 | -108 | 22    |
| 5     | Helsingborg Pearls        | 28      | 6       | 22        | 2323-2615 | -292 | 12    |

## SM-slutspel

### Åttondelsfinaler
| Datum                                             | Match                 | Resultat      |
| ------------------------------------------------- | --------------------- | ------------- |
| Akropol BBK - Ockelbo BBK (2 - 1)                 |                       |               |
| 23 februari 2005                                  | Akropol - Ockelbo     | 70 - 74       |
| 25 februari 2005                                  | Ockelbo - Akropol     | 66 - 77       |
| 27 februari 2005                                  | Akropol - Ockelbo     | 79 - 70       |
| 08 Stockholm Human Rights - Sallén Basket (0 - 2) |                       |               |
| 23 februari 2005                                  | 08 Stockholm - Sallén | 81 - 93       |
| 25 februari 2005                                  | Sallén - 08 Stockholm | 89 - 85 e.fl. |

### Kvartsfinaler
| Datum                                          | Match                   | Resultat  |
| ---------------------------------------------- | ----------------------- | --------- |
| Solna Vikings - Akropol BBK (1 - 3)            |                         |           |
| 1 mars 2005                                    | Solna - Akropol         | 81 - 72   |
| 4 mars 2005                                    | Akropol - Solna         | 79 - 70   |
| 7 mars 2005                                    | Solna - Akropol         | 67 - 75   |
| 9 mars 2005                                    | Akropol - Solna         | 82 - 80   |
| Södertälje Kings - Norrköping Dolphins (3 - 2) |                         |           |
| 1 mars 2005                                    | Södertälje - Norrköping | 93 - 92   |
| 4 mars 2005                                    | Norrköping - Södertälje | 116 - 104 |
| 7 mars 2005                                    | Södertälje - Norrköping | 121 - 89  |
| 9 mars 2005                                    | Norrköping - Södertälje | 100 - 95  |
| 11 mars 2005                                   | Södertälje - Norrköping | 99 - 93   |
| Plannja Basket - Sallén Basket (3 - 1)         |                         |           |
| 2 mars 2005                                    | Plannja - Sallén        | 74 - 76   |
| 4 mars 2005                                    | Sallén - Plannja        | 75 - 86   |
| 7 mars 2005                                    | Plannja - Sallén        | 82 - 72   |
| 9 mars 2005                                    | Sallén - Plannja        | 77 - 80   |
| Sundsvall Dragons - Jämtland Basket (3 - 2)    |                         |           |
| 2 mars 2005                                    | Sundsvall - Jämtland    | 102 - 96  |
| 4 mars 2005                                    | Jämtland - Sundsvall    | 95 - 89   |
| 7 mars 2005                                    | Sundsvall - Jämtland    | 85 - 82   |
| 9 mars 2005                                    | Jämtland - Sundsvall    | 93 - 88   |
| 11 mars 2005                                   | Sundsvall - Jämtland    | 94 - 87   |

### Semifinaler
| Datum                                     | Match                | Resultat |
| ----------------------------------------- | -------------------- | -------- |
| Plannja Basket - Södertälje Kings (2 - 3) |                      |          |
| 15 mars 2005                              | Plannja - Södertälje | 85 - 80  |
| 18 mars 2005                              | Södertälje - Plannja | 116 - 79 |
| 20 mars 2005                              | Plannja - Södertälje | 82 - 70  |
| 22 mars 2005                              | Södertälje - Plannja | 76 - 64  |
| 24 mars 2005                              | Plannja - Södertälje | 80 - 83  |
| Sundsvall Dragons - Akropol BBK (3 - 1)   |                      |          |
| 15 mars 2005                              | Sundsvall - Akropol  | 67 - 82  |
| 18 mars 2005                              | Akropol - Sundsvall  | 66 - 94  |
| 20 mars 2005                              | Sundsvall - Akropol  | 86 - 81  |
| 22 mars 2005                              | Akropol - Sundsvall  | 63 - 65  |

### Final
| Datum                                        | Match                  | Resultat |
| -------------------------------------------- | ---------------------- | -------- |
| Sundsvall Dragons - Södertälje Kings (2 - 4) |                        |          |
| 28 mars 2005                                 | Sundsvall - Södertälje | 90 - 87  |
| 1 april 2005                                 | Södertälje - Sundsvall | 96 - 98  |
| 3 april 2005                                 | Sundsvall - Södertälje | 91 - 96  |
| 5 april 2005                                 | Södertälje - Sundsvall | 92 - 88  |
| 8 april 2005                                 | Sundsvall - Södertälje | 76 - 100 |
| 10 april 2005                                | Södertälje - Sundsvall | 87 - 63  |
Södertälje Kings segrare med 4-2 i matcher.
Södertälje Kings svenska mästare i basketboll för herrar säsongen 2004/2005.

## Svenska mästarna
Mall:Södertälje Kings 2004/2005